# 모션 JPEG
멀티미디어에서 모션 JPEG(Motion JPEG, M-JPEG)는 각 비디오 프레임이나 비월 주사 방식의 디지털 오디오 시퀀스가 JPEG 이미지로 따로 압축되어 있다는 영상 포맷 계열을 가리키는 비공식 이름이다. 원래 멀티미디어 PC 애플리케이션용으로 개발되었지만 현재 M-JPEG는 디지털 카메라와 같은 비디오 캡처 기능을 갖춘 수많은 휴대 기기에서도 쓰이고 있다.

## 응용
- 비디오 캡처 및 편집
- 게임기
- 디지털 카메라
- HDTV 미디어 플레이어
- IP 카메라
- M-JPEG 오버 HTTP
  - 클라이언트 소프트웨어
- 디지털 비디오

## 같이 보기
- JPEG 2000